# Собор Успения Пресвятой Богородицы (Хаэн)
Кафедральный собор Успения Пресвятой Богородицы (Санта-Иглесия Катедраль-де-ла-Асунсьон-де-ла-Вирхен-де-Хаэн, исп. Catedral de la Asunción de Jaén) — католический собор, расположенный в городе Хаэн (Андалусия); расположен на площади Пласа-де-Санта-Мария, напротив Муниципального дворца (Casa consistorial de Jaén) и Епископального дворца (Palacio Episcopal); является епископальной резиденции епархии Хаэна.
Современное здание возводилось и перестраивалось несколько столетий, начиная с XVI века, на месте предыдущего готического храма, построенного в XV веке; главный фасад, входящий в список ключевых произведений испанского барокко, был добавлен по проекту Эуфразио Лопеса де Рохаса (Eufrasio López de Rojas) после освящения храма в 1660 году. 27 января 2012 года «Кафедральный собор Хаэна» был предложен Испанией для включения в список объектов Всемирного наследия ЮНЕСКО (№ 5667).